# Harpinia propinqua
Harpinia propinqua är en kräftdjursart som beskrevs av Georg Ossian Sars 1891. Harpinia propinqua ingår i släktet Harpinia och familjen Phoxocephalidae. Arten är reproducerande i Sverige. Inga underarter finns listade i Catalogue of Life.